# Rio (film)
Rio är en amerikansk animerad film som hade biopremiär i USA den 15 april 2011. Filmen gavs ut av 20th Century Fox och Blue Sky Studios, som tidigare gjort bland annat Ice Age-filmerna. Filmen är regisserad av Carlos Saldanha och visas i 3D.

## Handling
Blu är en azurara som inte kan flyga. Han föddes i den sydamerikanska djungeln, men infångades av fågelsmugglare och är nu en burfågel i staden Moose Lake i Minnesota i USA. Hans ägare, Linda, får en dag besök av en entusiastisk ornitolog som berättar att Blu är den siste hannen av sin art. Den sista honan av arten finns på ett fågelcenter i Rio de Janeiro. För att rädda arten reser Linda och Blu till Brasilien, men när de kommer till fågelcentret lyckas honan, Jewel, rymma och får Blu med sig. Blu och Jewel blir fångade av fågelsmugglare och blir hopkedjade runt benen. De lyckas rymma igen, men eftersom Blu inte kan flyga blir det svårt att hitta hem igen.

## Rollfigurer

### Djur
- Blu - en azurara, den sista hanen av sin art. Infångades som ung av fågelsmugglare och är Lindas husdjur.
- Jewel - en azurara, den sista honan av sin art. Bor i en bur på ett fågelcenter, men längtar efter vildmarken.
- Rafael - en tukan som gillar karnevaler.
- Eva - en tukan, Rafaels fru.
- Nigel - en kakadua som ägs av fågelsmugglaren Marcel.
- Kipo - en rosenskedstork.
- Luiz - en bulldogg som är motorsågsexpert och dreglar mer eller mindre hela tiden.
- Pedro - en rappande liten fågel som blir vän med Blu och ger honom råd om hur man imponerar på honor.
- Nico - en liten fågel som älskar samba och är vän till Pedro.
- Mauro - en silkesapa.
- Chloe och Alice - två kanadagäss som förlöjligar Blu.

### Människor
- Linda Gunderson - Blus ägare.
- Tulio Monteiro - en ornitolog från Brasilien som vill att Blu ska resa till Rio för att para sig med Jewel.
- Marcel - ledare för fågelsmugglarna och Nigels ägare.
- Fernando - en fattig och föräldralös brasiliansk pojke. Hans uppgift är att hjälpa Marcel fånga exotiska fåglar.
- Tipa - en av Marcel hantlangare.
- Sylvio - en överviktig säkerhetsvakt på fågelcentret, gillar karnevalen och att dansa samba.

## Rollista

### Djur
| Rollfigur       | Engelska röster            | Svenska röster                     |
| --------------- | -------------------------- | ---------------------------------- |
| Blu             | Jesse Eisenberg            | Ola Forssmed                       |
| Jewel           | Anne Hathaway              | Pernilla Wahlgren                  |
| Rafael          | George Lopez               | Magnus Härenstam                   |
| Eva             | Bebel Gilberto             | Vicki Benckert                     |
| Nigel           | Jemaine Clement            | Claes Ljungmark                    |
| Kipo            | Bernardo de Paula          |                                    |
| Luiz            | Tracy Morgan               | Kodjo Akolor                       |
| Pedro           | will.i.am                  | Dogge Doggelito                    |
| Nico            | Jamie Foxx                 | Jakob Stadell                      |
| Mauro           | Francisco Ramos            | Jonas Bane                         |
| Chloe och Alice | Wanda Sykes och Jane Lynch | Vicki Benckert och Vivian Cardinal |

### Människor
| Rollfigur             | Engelska röster       | Svenska röster       |
| --------------------- | --------------------- | -------------------- |
| Linda Gundersson      | Leslie Mann           | Josephine Bornebusch |
| Linda Gundersson, ung | Sofia Scarpa Saldanha | Josefine Götestam    |
| Tulio Monteiro        | Rodrigo Santoro       | Fredde Granberg      |
| Fernando              | Jake T. Austin        | Daniel Melén         |
| Marcel                | Carlos Ponce          | Christian Fex        |
| Tipa                  | Jeffrey Garcia        | Niclas Wahlgren      |
| Sylvio                | Bernardo de Paula     | Roger Storm          |

### Fotnoter
1. ↑  ”Rio”. Box Office Mojo. 15 april 2011. http://www.boxofficemojo.com/movies/?id=rio.htm. Läst 30 september 2016.